# Christopher Ondaatje
Philip Christopher Ondaatje, OC, CBE, FRSL  (/ɒnˈdɑːtʃi/), (22 de Fevereiro de 1933) é um Canadiano-Ceilonês (Sri Lanka) empresário, filantropo, aventureiro, escritor e olímpico de trenó para o Canadá. Ondaatje é o irmão mais velho do autor Michael Ondaatje e vive entre Chester, Nova Escócia e no Reino Unido.

## Visão geral
Nascido no Ceilão (atual Sri Lanka) de uma família Chetty-Burgher de origem holandesa e indiana, Ondaatje frequentou a Escola Preparatória de S. Thomas em Kollupitiya como um dos primeiros alunos e depois a Escola de Blundell no Reino Unido. O sobrenome advém de um ancestral indiano chamado Ondaatchi de Thanjavur, na Índia. Depois de o pai alcoólatra ter perdido a fortuna da família, Ondaatje teve que deixar a escola um ano após a formatura. Em 1956, emigrou para o Canadá, chegando a Toronto praticamente sem dinheiro. Uma vez ali, começou a reconstruir a fortuna da família, tornando-se um rico corretor da bolsa, passando a ser um dos três membros fundadores da Loewen Ondaatje McCutcheon. Tornou-se um multimilionário na indústria editorial ao fundar a Pagurian Press, que depois vendeu à família Bronfman .
Ele representou o Canadá no trenó de quatro homens nos Jogos Olímpicos de Inverno de 1964 em Innsbruck. Embora a primeira equipe masculina canadiana tenha ganho ouro no evento, a equipe de Ondaatje terminou em 14º entre 28 concorrentes.

## Filantropia
Ondaatje é um filantropo proeminente; entre as instituições que ele ajudou figuram: Galeria Nacional de Retratos, Sociedade Real Geográfica, Clube de Cricket de Somerset County, Escola de Blundell, Centro de Cricket Sir Christopher Ondaatje Devon na Universidade de Exeter, Lakefield College School, Universidade de Dalhousie, Escola Nacional de Ballet, Museu Real de Ontário (Galeria Sir Christopher Ondaatje do Sul da Ásia), Faculdade Massey na Universidade de Toronto, Faculdade Lester B. Pearson do Pacífico, Galeria de Arte da Nova Escócia e Chester Playhouse .
O Prémio Ondaatje da Royal Society of Literature tem o nome de Ondaatje, como o Prémio Ondaatje de Retratos da Royal Society of Portrait Painters.

## Doações políticas
Em 2000, Ondaatje doou 2 milhões de libras ao Partido Trabalhista do Reino Unido.
O seu livro de 2003 Hemingway na África detalha a sua tese sobre a vida e as motivações de Ernest Hemingway.

## Honras
Ondaatje foi nomeado Cavaleiro Celibatário pela Rainha em 2003 pelo seu trabalho filantrópico. Foi também nomeado comandante da Ordem do Império Britânico em 2000, e é oficial da Ordem do Canadá e membro senior do Massey College.
Foi eleito membro honorário da Royal Society of Literature em 2003.
Em 2011, ele foi nomeado membro honorário da Royal Canadian Geographic Society (RCGS) e recebeu deles uma medalha de ouro. Em 2013, o RCGS estabeleceu uma medalha com o seu nome - a Medalha Sir Christopher Ondaatje for Exploration -, que é concedida anualmente a destacados exploradores canadianos.

## Publicações
- Vitória Olímpica: A história por trás da incrível vitória do Clube Bob-Sled do Canadá nos Jogos Olímpicos de Inverno de 1964 (1967)
- Os Primeiros Ministros do Canadá, 1867–1967 (1968)
- Leopardo à Tarde - Um Safari de Tenting na África (1989)
- O devorador de homens de Punanai - uma viagem de descoberta às selvas do velho Ceilão (1992)
- Sindh Revisited: Uma Viagem nos Passos do Capitão Sir Richard Francis Burton (1996)
- Viagem à Fonte do Nilo (1999)
- Hemingway na África: O Último Safari (2004)
- Woolf no Ceilão: uma viagem imperial à sombra de Leonard Woolf, 1904–1911 (2005)
- O poder do papel: uma história, uma aventura financeira e um aviso (2007)
- O gato Glenthorne e outras incríveis histórias de leopardo (2008)
- The Last Colonial: aventuras e histórias curiosas de um mundo desaparecido (2011)
- Ondaatje, Christopher, ed. (2013). Love Duet and Other Curious Stories about Music. Rare Books and Berry. Minehead, Somerset: [s.n.]